# Mia Börjesson
Eva Marie Inez Börjesson, känd som Mia Börjesson, ogift Hylander, född 29 augusti 1962 i Malmbäcks församling i Jönköpings län, är en svensk socialarbetare, föreläsare och författare.
Börjesson har en socionomexamen, en master i socialt arbete och är utbildad i olika terapier. Efter ett 20-tal år som kommunanställd, bland annat på ungdomsmottagning är hon nu egen företagare som reser runt och föreläser i Sverige och Norge. Hon har också författat ett flertal böcker med fokus på tonårstiden.
Mia Börjesson är sedan 1982 gift med musikern Janschie Börjesson (född 1958), som bland annat turnerat med Ingemar Olsson.